# Wilhelm Fabry
Wilhelm Fabry (celým jménem Wilhelm Fabry von Hilden), později známý jako Guilhelmus Fabricius Hildanus (25. června 1560, Hilden - 15. února 1634, Bern, Švýcarsko) byl německý chirurg působící především ve Švýcarsku a Německu, autor řady lékařských děl.

## Život
Wilhem Fabry se narodil v Hildenu v Severním Porýní-Vestfálsku. Jeho otec, Peter Andreas Fabry byl úředníkem. Na střední škole v Kolíně nad Rýnem se projevil jeho jazykový talent, ovládl nejen němčinu, ale i latinu, francouzštinu, řečtinu a hebrejštinu. V deseti letech ztratil otce a dostudovat mohl jen díky podpoře rodinného přítele, holandského básníka Carla Uttenhovena. Ten také doporučil Fabriciovi studium medicíny. Univerzitní studium mu znemožnily pravděpodobně válečné události v Nizozemí.
V 15 letech, v roce 1576, se stal žákem chirurga Johanna Dümgense v Neuss. V roce 1579 nebo 1580 začal pracovat pod vedením Cosmase Slotana v Düsseldorfu, chirurga knížete Wiliama z Cleve-Jülich-Berg. Zde se také seznámil s Vesaliovou anatomií a mohl se učit od dalších knížecích lékařů Reinera Soleandera (Sondermann), Galena Wiera (Wier) a Johanna Wiera. 
Po Slotanově smrti opustil knížecí dvůr a postupně vystřídal řadu působišť. V roce 1585 působil v Métách ve Francii, kde se učil u Johanna Bartische, později téhož roku pracoval v Ženevě pod vedením Johanna Griffona, se kterým uskutečnil řadu pitev.
V roce 1587 se Fabricius oženil s Marií Colinetovou, dcerou tiskaře. Marie byla porodní asistentkou a chirurgickým samoukem a po zbytek života byla Fabriciovým zdatným pomocníkem. Měli spolu postupně 8 dětí.
V roce 1588 přesídlil do Hildenu, kde strávil 3 roky, později (1591) do Kolína nad Rýnem, kde si vybudoval chirurgickou praxi, navštěvoval přednášky z anatomie. Tam také publikoval v roce 1593 svou první knihu – pojednání o gangréně nazvané De Gangraena et Sphacelo. Již jako známá osobnost opět změnil působiště – do Ženevy a později do Lausanne a znovu do Kolína nad Rýnem. V této době dále studuje anatomii, ale již i dává praktické hodiny.
V roce 1598 publikuje první sborník 25 lékařských kazuistik. Publikací řady případových studií se později proslaví, jsou obsahem jeho Observatorium et curationum chirurgicarum.
V letech 1602-1611 byl Fabricius městským lékařem v Peterlingenu (Payern) ve Švýcarsku. Později působil opět v Lausanne (tam zemřely dvě z jeho dětí na morovou epidemii), v Breisgau, Bernu, Karlsruhe a na dalších místech.
Zemřel 15. února 1634 v Bernu.

## Vybrané literární práce
Většina Fabriciových lékařských prací je napsána v němčině a latině, menší část pak ve francouzštině.
- Observationum et curationum chirurgicarum centuriae I-VI.  : Kolekce přibližně 600 chirurgických pozorování, obvykle včetně popisu nemoci, léčby, nutného chirurgického instrumentária a kazuistik. Vycházela postupně v letech 1598, 1606, 1611, 1614, 1619, 1627.
- Opera observatorium et curationum medico-chirurgicarum quae extent omnia : Posmrtně byla vydána kolekce s řadou nových vyobrazení jako Opera observatorium et curationum medico-chirurgicarum quae extent omnia ve Frankfurtu n. Mohanem Joannisem Beyerem v roce 1646[4].
- Epistolarum ad amicos: 100 dopisů přátelům a odpovědí na ně publikovaných v Oppenheimu roku 1619.
- Lithotomia Vesicae : Monografie věnovaná močovým kamenům, vydaná roku 1626.
- De Gangraena et Sphacelo : Monografie věnovaná gangréně, vydaná v Kolíně nad Rýnem 1593.
- Další práce : Traité de la Dysenterie, Anatomia Praestantia et Utilitatis, De Combustionibus.

## Wilhelm-Fabry-Museum
V chirurgově rodném městě – Hildenu – bylo zřízeno muzeum věnované osobnosti a dílu tohoto lékaře.